# Coșoveni (gmina)
Coșoveni – gmina w Rumunii, w okręgu Dolj. Obejmuje tylko jedną miejscowość Coșoveni. W 2011 roku liczyła 3237 mieszkańców.